# Rethmann (Unternehmerfamilie)
Rethmann ist der Name einer deutschen Unternehmerfamilie aus Niedersachsen und Nordrhein-Westfalen.

## Familie
Norbert Rethmann trat 1961 in den Betrieb seines Vaters ein und übernahm ihn 1962. Zur heutigen Holding der Familie, der Rethmann SE & Co. KG, zählen Remondis, Rhenus Logistics und Saria Bio-Industries (Tierkörperbeseitigung und Bioenergie). Martin Rethmann übernahm 2009 den Vorsitz der Holding von seinem Vater.
Norbert Rethmann erwarb 1994 Land in Wamckow, einem Ortsteil von Kobrow in Mecklenburg-Vorpommern. Ab 1999 war er auch Bürgermeister der Gemeinde Kobrow. Die Gut Sternberg GmbH & Co. KG mit Sitz in Gägelow gehört den Enkelkindern von Norbert Rethmann.
In Kobrow richtete die Familie das Mecklenburgische Kutschenmuseum ein, das am 14. Juni 2006 eröffnet wurde.
Das Vermögen der Familie wird auf 6,8 Mrd. Euro (2022) bzw. 7,4 Mrd. Dollar (2023) geschätzt.

## Genealogie
- Josef Rethmann (* 17. April 1904 in Damme, † 4. Januar 1990 in Selm)
  - Norbert Rethmann (* 14. September 1939 in Lünen)
    - Klemens Rethmann (* 23. Februar 1965 in Münster)[6]
    - Ludger Rethmann (* 4. Mai 1966 in Münster)
    - Georg Rethmann (* 23. Juni 1967)[7][8]
    - Martin Rethmann (* 12. August 1969 in Münster)